# Circ
|  | Per a altres significats, vegeu «Circ (desambiguació)». |

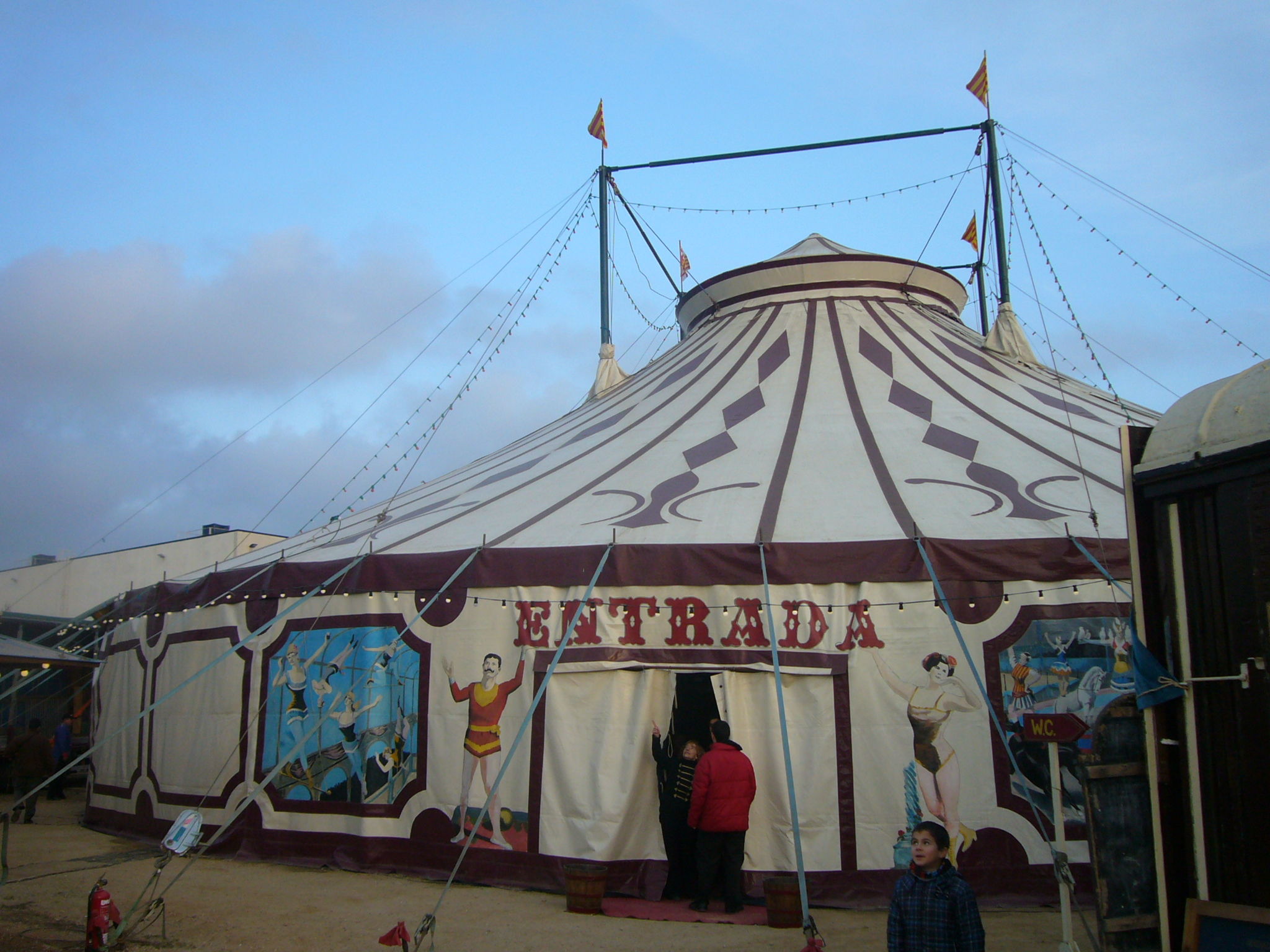
Un envelat de circ

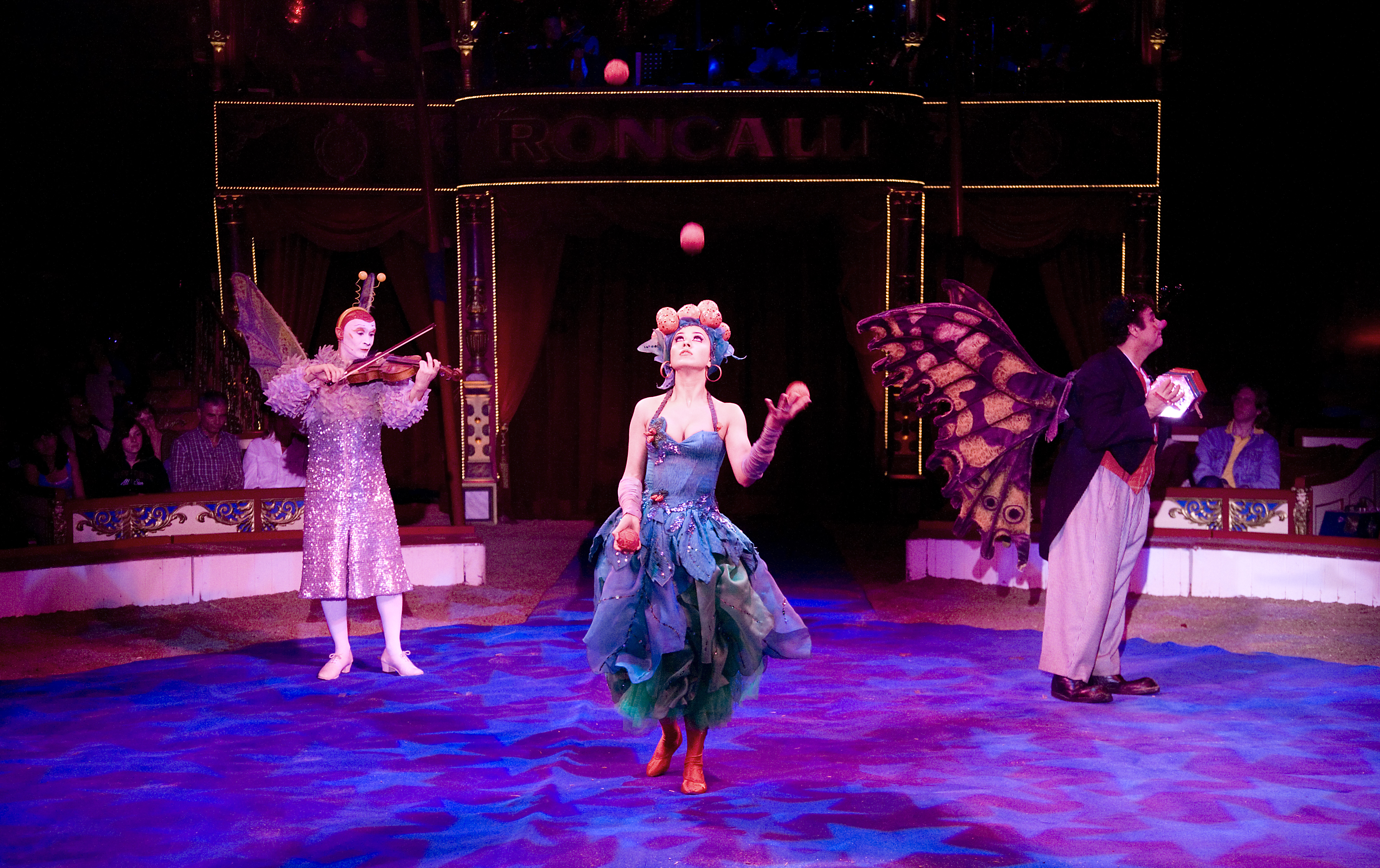
Un número de circ dins un envelat

El circ és una art escènica que produeix espectacles incloent acròbates, malabaristes, pallassos, mags i altres intèrprets d'alguna de les seves disciplines, que de vegades es barregen entre elles o amb altres arts escèniques, com la dansa contemporània, el teatre físic, l'òpera, etc. Com tots els espectacles, es desenvolupa de forma diferent depenent de a qui vagi dirigit. Pot anar dirigit a un públic infantil, adult o també pot usar-se de manera social, per exemple ajudant a pobles que s'estiguin recuperant de la tristesa i el xoc que els ha provocat una guerra recent.
A Argentina es va donar una variant d'aquest gènere artístic, denominada "circ crioll" que va sorgir entre el 1840 i el 1866 als voltants de la ciutat de Buenos Aires, va difondre principalment el gènere "gauchesco"" a través de la dansa i de cançons.

## Escenaris

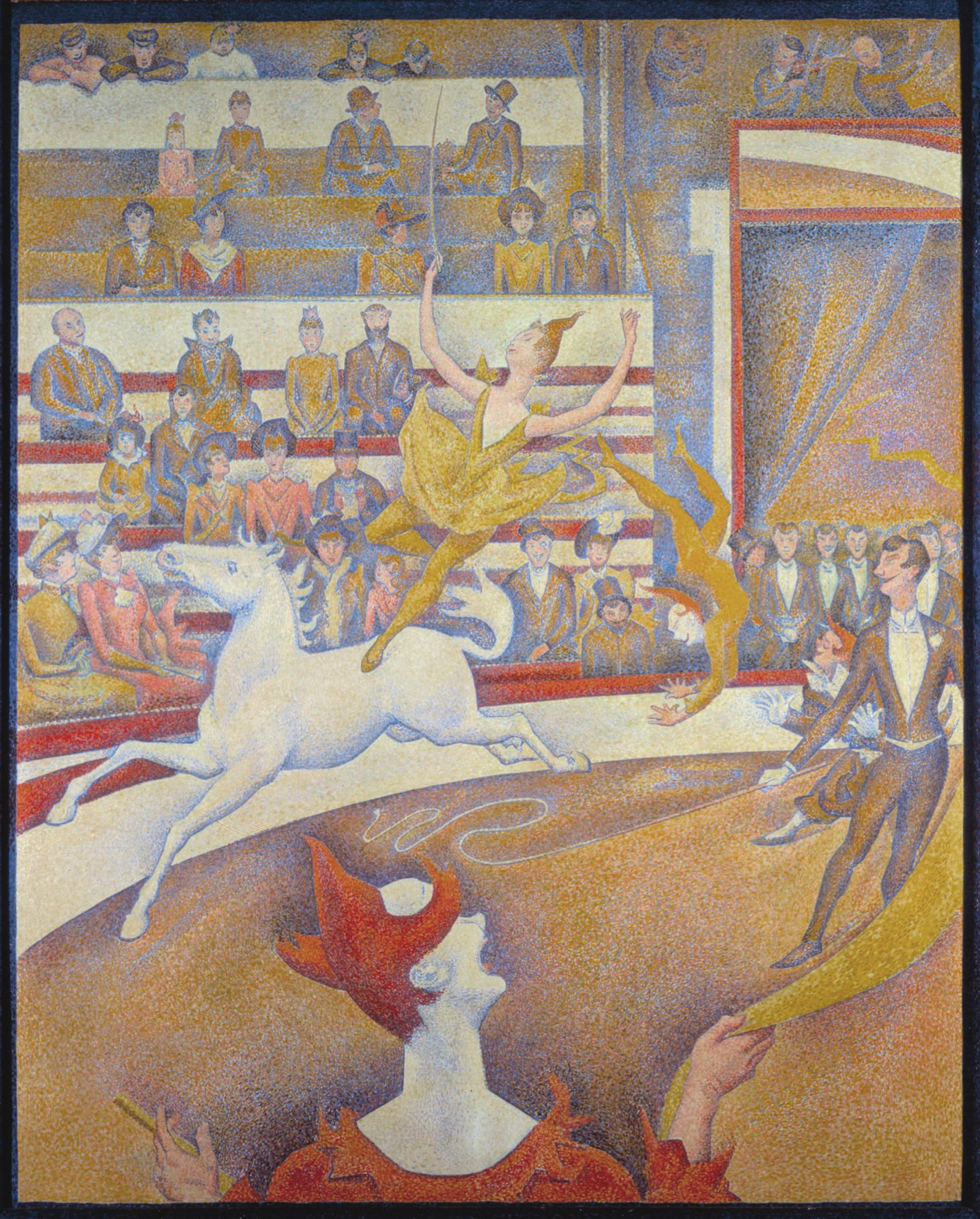
Artistes de circ en una pintura de Georges Seurat, 1891

Els espectacles de circ més típics es poden presentar al carrer, en carpes o en sales. Les sales poden ser teatres i altres tipus de sales d'espectacles o bé altres llocs, com escoles, museus, etc. Existeixen sales dedicades especialment a espectacles de circ, que disposen d'escenaris alts, per exemple, per poder fer acrobàcia, són els teatres circ.
El circ més clàssic és presentat en l'interior d'un gran envelat que compta amb pistes i galeries de seients per al públic. Les pistes dels circs solen ser àrees circulars on es presenten les funcions; per tant, el circ de tres pistes és considerat més atractiu per la varietat d'espectacles de què es gaudeix alhora. La correspondència que s'estableix entre la carpa, el circ i la itinerància, en particular, des de la pista amb les connotacions, les crides a una imaginació d'art popular, espectacle per a tothom, varietat de disciplines corporals, amb els tòpics habituals del que s'anomena circ tradicional.
En l'actualitat existeixen carpes de circ estables i fixos geogràficament, però en altres ocasions el circ continua amb el seu caràcter passatger i pot ser anunciat per una desfilada, avisant que el circ va arribant a la població.

### Escenografia
En el circ no hi ha decorats, en el sentit teatral del terme, l'escenografia queda reduïda a la mínima expressió i no és freqüent que figuri en els crèdits. Per aquest fet, els artistes de circ han de fer d'escenògrafs del seu número, així doncs, és alhora comediant, músic, malabarista, funàmbul. Tan dins de les quatre disciplines bàsiques del circ com són manipulació d'objectes, acrobàcia, ensinistrament i clown, com a la seva intersecció, també a través de diferents hibridacions amb la dansa, el teatre, les arts plàstiques, el circ va prendre partit per qüestionar l'espai. La pista, la tela, els pals i els seients, els aparells de l'espectacle constitueixen una escenografia assumida, una disposició i una relació amb l'espectador. Entre l'escenografia i l'espectacle del circ, es tracta sobretot d'una col·laboració activa, ja que l'espai, lluny de ser un simple contenidor, exerceix una funció determinant tant a la fase de concepció com a la de recepció.

## Història
El circ és gairebé tan antic com la civilització mateixa. La concepció occidental del circ s'inspira d'una manera o altra en els antics jocs romans, així com en els trobadors i joglars de l'edat mitjana. Un trobador és un poeta cantor de l'edat mitjana que crea, en occità, composicions literàries i musicals, destinades a ser difoses pel cant dels joglars. Els joglars eren normalment de procedència humil, tot i que eren molt apreciats pel tipus de feina que elaboraven: distreure mitjançant una activitat culta. Els joglars cantaven cançons, acompanyats d'instruments musicals i sovint també feien mímica, malabarismes i números de màgia, i de vegades portaven animals ensinistrats.
El circ modern va néixer a Anglaterra durant la dècada de 1770 quan Philip Astley, un cavaller i veterà de la Guerra dels Set Anys (1756-1763), va portar elements circenses: acrobàcies, pallassos i cavalls galopant en cercle, en una pista circular, a la seva escola d'equitació prop del pont de Westminster a Londres.
Aquesta nova forma d'espectacle, basada essencialment en exercicis eqüestres, va ser introduïda a França el 1774 per Astley que hi va obrir el primer establiment de circ permanent i estable, l'English Amphitheatre, a la Rue du Faubourg-du-Temple de París el 1782, que va ser conegut com a Cirque Olympique o Cirque Franconi, adquirit el 1807 per Antonio Franconi i els seus descendents.

## Circ a Catalunya

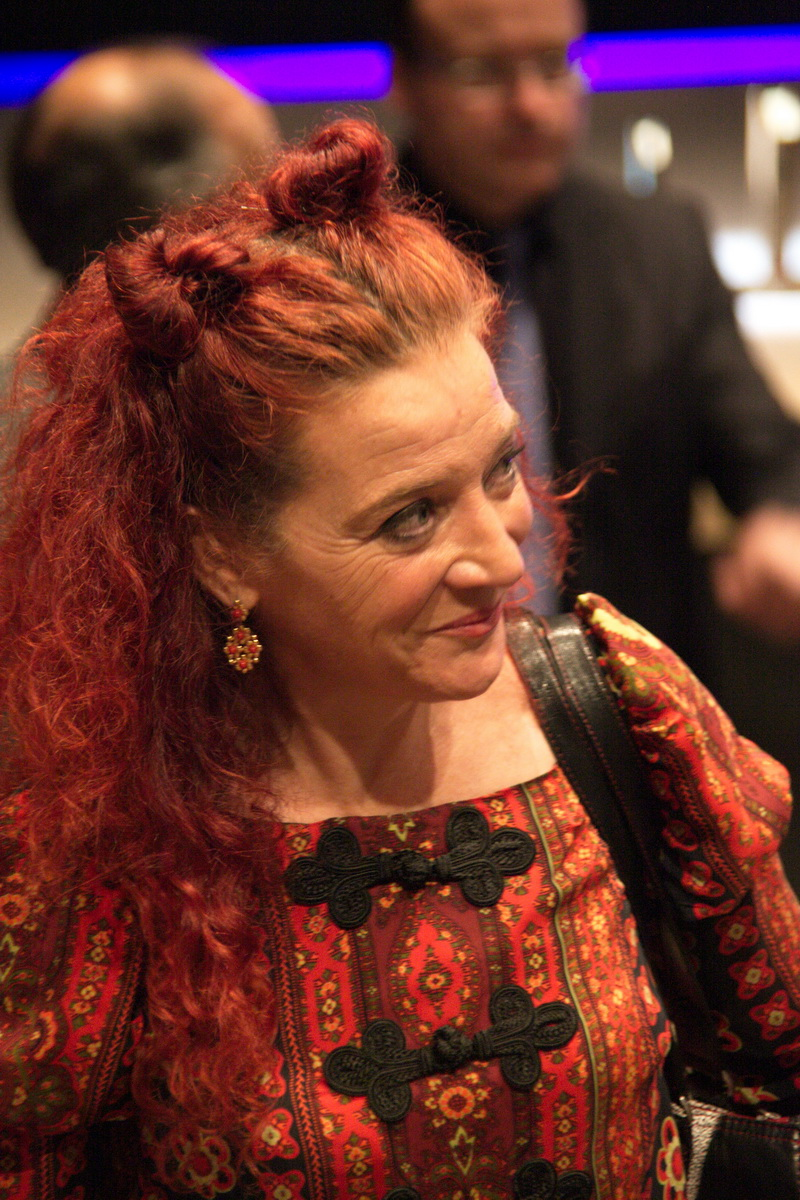
La pallassa Pepa Plana ha guanyat el Premi Nacional de Cultura de 2014

L'arribada a Catalunya fou a mà de la companyia del francès Jean Gadis Colman a finals del segle xviii i posteriorment de les companyies franceses i italianes a inicis del segle xix. Entrats al segle xx l'espectacle circense va recórrer ininterrompudament tot el territori i un sens fi de grans i petits circs ambulants van visitar centenars de viles : Capità Milà, Canadà, Royal, Atlas, Cristiani, Jarz, Americano, Price, Casartelli, els d'Ángel Cristo (Berlin Zirkus, Checoslovaco de Praga, Ruso), els italians Rossi (Italiano, Nacional de Budapest) i Faggioni (Europa i Americano a Tres Pistas), entre molts d'altres. Cal destacar els grans circs estrangers com el Mikkenie, el Krone, el Knie, el de Moscou, el Soleil, el d'Etiòpia i un molt llarg etcètera. Les principals nissagues arrelades al territori són els Andreu- Rivel, els Raluy, els Aragon i els Frediani. En darrer lloc destaca la primera empresa itinerant: el Circ Cric (1981–82), al qual van seguir, el 1995, el Circ Raluy i, la temporada 2003-2004, un intent d'itinerància de Monti & Cia. amb el Circ Grottesco.
El Teatre Circ Olympia (1924-1948), com a circ estable, ocupava l'edifici projectat per l'arquitecte Francesc Folguera, que fou un repte constructiu i tecnològic per l’estructura metàl·lica de la seva coberta i un equipament «modern» capdavanter entre els teatres circ europeus, amb capacitat per a 6.000 espectadors on també es van programar espectacles d'òpera, sarsuela, teatre i revista. Altres companyies que es també es van instal·lar de manera permanent a Barcelona, en edificacions singulars van ser el Circo Ecuestre Barcelonés, a la plaça de Catalunya i el Circo Ecuestre del Tívoli, al carrer Casp.
Alguns circs catalans són el Circ Cric, companyia de circ fundada l'any 1981 per Tortell Poltrona;el Cirquet Confeti, companyia de circ fundada fa més de 25 anys; l'Escarlata Circus, companyia de circ nascuda el 1987. Premi Nacional de circ el 2007. Directors i co-fundadors de la Fira de Circ Trapezi dels seus inicis el 1997 fins al 2011; i el Circ d'Hivern de l'Ateneu Popular de Nou Barris, iniciativa de l'Ateneu Popular de Nou Barris (Barcelona) sorgida l'any 1996 per fomentar el circ. El circ català contemporani de petit i mitjà format sovint s'hibrida amb altres arts escèniques, plàstiques i musicals, en diversos formats en l'equilibri, l'acrobàcia, habilitats corporals de circ d'autor i s'inscriuen en l'avantguarda de les arts escèniques del segle XXI en programacions d'arreu.
| «                                 | Circ és transgressió, espai sense fronteres, instant de vida, mans que abracen i no deixen caure, pregunta i desafiament aquí i ara | » |
| — Griselda Juncà, artista de circ | |   |

Els professionals del circ català es troben representats a l'Associació de Professionals de Circ de Catalunya (APCC), que gestiona La Central del Circ, un espai de creació ubicat al Parc del Fòrum de Barcelona, i Circat.cat, una pàgina web per a la internacionalització del circ.
En el camp de la crítica, assaig i divulgació del món del circ destaquen els treballs de  Sebastià Gasch i Carreras. El 1962 va publicar una biografia de Josep Andreu, Charlie Rivel, pallasso català, en la sèrie de Biografies Populars.